# غوستاف لارسون
غوستاف لارسون (بالسويدية: Gustav Larsson) مواليد 20 سبتمبر 1980 في السويد، هو دراج سويدي في صنف سباق الدراجات على الطريق. شارك في دورة الألعاب الأولمبية الصيفية وفاز بميدالية أولمبية.

## سجل النتائج

### سباقات أو مراحل فاز بها
- طواف إيطاليا

## الميداليات
| الميدالية | المسابقة                       |
| --------- | ------------------------------ |
| فضية      | الألعاب الأولمبية الصيفية 2008 |

## روابط خارجية
- غوستاف لارسون على موقع الاتحاد الدولي للدراجات (الإنجليزية)
- غوستاف لارسون على موقع أرشيف الدراجات (الإنجليزية)
- غوستاف لارسون على موقع إحصائيات الدراجات الإحترافية (الإنجليزية)
- غوستاف لارسون على موقع نسبة الدراجات (الإنجليزية)
- غوستاف لارسون على موقع CycleBase (الإنجليزية)
- غوستاف لارسون على موقع أوليمبيديا (الإنجليزية)
- غوستاف لارسون على موقع اللجنة الأولمبية السويدية (السويدية)